# 新烟碱
新烟碱（英語：Neonicotinoid，又稱為新煙鹼）是一类和尼古丁相关的神经活性杀虫剂的总称。2013年4月29日，欧盟鉴于其对蜜蜂的巨大潜在危害（可能導致蜂群崩壞症候群的原因之一）而同意暂时禁止该类杀虫剂两年。2018年歐盟禁止其用於戶外。

## 農藥
- 益達胺（Imidacloprid）[3][4]（吡蟲啉）
- 賽速安（Thiamethoxam）（噻蟲嗪）
- 可尼丁（Clothianidin）[5]
- 啶蟲脒（Acetamiprid）
- 噻蟲啉（Thiacloprid）
- 呋蟲胺（Dinotefuran）[6](特達南)(特達胺)
- 烯啶虫胺（Nitenpyram）、諾普星（Capstar）

## 外部連結
- 维基共享资源上的相關多媒體資源：新烟碱